# قلعه‌گلینه منفرد
قلعه‌گلینه منفرد، روستایی از توابع بخش کوزران، شهرستان کرمانشاه در استان کرمانشاه ایران است.

## جمعیت
این روستا در دهستان سنجابی قرار دارد و براساس سرشماری مرکز آمار ایران در سال ۱۳۸۵، جمعیت آن زیر سه خانوار بوده‌است.